# Culex telesilla
Culex telesilla är en tvåvingeart som beskrevs av Meillon och Lavoipierre 1945. Culex telesilla ingår i släktet Culex och familjen stickmyggor. Inga underarter finns listade i Catalogue of Life.